# Titularbistum Satafis
Satafis ist ein Titularbistum der römisch-katholischen Kirche.
Es geht zurück auf einen antiken Bischofssitz in der gleichnamigen Stadt, die sich in der römischen Provinz Mauretania Caesariensis im heutigen nördlichen Algerien befand.
| Titularbischöfe von Satafis |                                      |                                                             |                   |                    |
| Nr.                         | Name                                 | Amt                                                         | von               | bis                |
| 1                           | Antonio Teutonico                    | emeritierter Bischof von Aversa (Italien)                   | 31. März 1966     | 31. Mai 1978       |
| 2                           | Franjo Komarica                      | Weihbischof in Banja Luka (Jugoslawien)                     | 28. Oktober 1985  | 15. Mai 1989       |
| 3                           | Norberto Eugenio Conrado Martina OFM | Bischof des Argentinischen Militärordinariats (Argentinien) | 8. November 1990  | 7. März 1998       |
| 4                           | Sergio Alfredo Fenoy                 | Weihbischof in Rosario (Argentinien)                        | 3. April 1999     | 5. Dezember 2006   |
| 5                           | Peter Anthony Libasci                | Weihbischof in Rockville Centre (USA)                       | 3. April 2007     | 19. September 2011 |
| 6                           | Rutilo Felipe Pozos Lorenzini        | Weihbischof in Puebla de los Ángeles (Mexiko)               | 6. Dezember 2013  | 15. September 2020 |
| 7                           | Eduardo Muñoz Ochoa                  | Weihbischof in Guadalajara (Mexiko)                         | 27. November 2020 | 7. Februar 2024    |